# Le Dernier Amour d'Aramis ou les Vrais Mémoires du chevalier René d'Herblay
Le Dernier Amour d'Aramis ou les Vrais Mémoires du chevalier René d'Herblay est un roman de Jean-Pierre Dufreigne paru le 1er avril 1993 aux éditions Grasset et ayant reçu le Prix Interallié la même année.

## Résumé
Après avoir appris la mort de d'Artagnan à Maastricht, l'évêque de Vannes Aramis organise trois messes funéraires, une pour chacun de ses trois regrettés amis : Porthos, Athos et d'Artagnan. Puis frappé de cécité, il vit avec la femme qu'il aime et à qui il raconte des éléments méconnus de sa vie.

## Éditions
- Le Dernier Amour d'Aramis ou les Vrais Mémoires du chevalier René d'Herblay, éditions Grasset, 1993  (ISBN 2246428211).

## Distinctions
- Prix Interallié 1993[1].